# Президентские выборы в Чили (1970)
Президентские выборы в Чили проходили 4 сентября 1970 года. Кандидат блока «Народное единство» Сальвадор Альенде получил относительное большинство голосов избирателей в 36,6 %. После того, как христианские демократы поддержали его в Национальном Конгрессе, результаты выборов были подтверждены и он стал президентом Чили.
Однако, позже Эдуардо Фрей Монтальва и его Христианско-демократическая партия объединились в парламенте с противниками Альенде и сформировали парламентское большинство с целью объявить в августе 1973 года его президентство незаконным, что привело через несколько недель к военному перевороту 1973 года.

## Предвыборная кампания
На этих выборах чётко определились три политические силы Чили: правые, центристы и левые. Правых представляла Национальная партия, с участием популярного экс-президента Хорхе Алессандри. Центристская Христианско-демократическая партия была представлена одним из основателей партии Радомиро Томичем. К ним примыкали некоторые радикалы и левые христианские демократы. Левые сформировали блок Народного единства, в который входили Социалистическая, Коммунистическая и Радикальная партии, MAPU и Независимое народное действие. Их кандидатом был Сальвадор Альенде, который уже трижды участвовал в президентских выборах. Избрание Альенде имело большое историческое значение и произошло при растущей поляризации чилийского общества. Хотя перевес Альенде над Хорхе Алессандри был небольшой, поддержка христианских демократов помогла ему получить подтверждение Конгресса. Таким образом, Альенде стал новым президентом Чили.

### Вмешательство США и СССР
ЦРУ и КГБ потратили крупные суммы, чтобы повлиять на исход этих выборов.
В отличие от предыдущих выборов 1964 года ЦРУ не обеспечивало прямую финансовую поддержку ни одному из кандидатов, а в основном занималось пропагандой против Альенде. ЦРУ потратило $425 тыс. на плакаты и памфлеты, которые должны были связать победу Альенде с насилием и репрессиями, ассоциированными с Советским Союзом. Под руководством ЦРУ писались статьи, особенно в газете El Mercurio, и распространялись в СМИ для того, чтобы вызвать политическую поляризацию и финансовую панику. Кроме этого, предпринимались попытки, чтобы отколоть Радикальную партию от блока Народного единства. Кампания ЦРУ, однако, показала себя совершенно неэффективной. Директор ЦРУ Ричард Хелмс жаловался, что Белый дом приказал ему «бить кого-то пустыми руками».
КГБ, наоборот, направило свои средства в определённое русло. Альенде лично запросил советские деньги через свой персональный контакт в КГБ, офицера Святослава Кузнецова, который специально прибыл из Мехико, чтобы помогать ему. Первоначально на выборы было направлено $400 тыс., а затем было добавлено $50 тыс. лично Альенде. Считается, что помощь КГБ стала решающим фактором победы Альенде, который получил преимущество лишь в 39 тыс. из 3 млн голосов. После выборов Юрий Андропов получил разрешение на деньги и дополнительные ресурсы от ЦК КПСС для обеспечения победы Альенде в Национальном Конгрессе.

## Результаты
| Кандидат                                                                                         | Партия                              | Всенародное голосование | Всенародное голосование | Парламентское голосование | Парламентское голосование |
| Кандидат                                                                                         | Партия                              | Голоса                  | %                       | Голоса                    | %                         |
| ------------------------------------------------------------------------------------------------ | ----------------------------------- | ----------------------- | ----------------------- | ------------------------- | ------------------------- |
| Сальвадор Альенде                                                                                | Социалистическая партия             | 1 070 334               | 36,61                   | 153                       | 78,46                     |
| Хорхе Алессандри Родригес                                                                        | Национальная партия                 | 1 031 159               | 35,27                   | 35                        | 17,95                     |
| Радомиро Томич                                                                                   | Христианско-демократическая партия  | 821 801                 | 28,11                   |                           |                           |
| Действительных бюллетеней                                                                        | Действительных бюллетеней           | 2 923 294               | 100                     | 188                       | 100                       |
| Пустых бюллетеней                                                                                | Пустых бюллетеней                   | 7 045                   | 0,23                    | 7                         | 3,59                      |
| Недействительных бюллетеней                                                                      | Недействительных бюллетеней         | 24 460                  | 0,82                    | -                         | -                         |
| Всего                                                                                            | Всего                               | 2 954 799               | 100                     | 195                       | 100                       |
| Зарегистрированных избирателей/Явка                                                              | Зарегистрированных избирателей/Явка | 3 539 747               | 83,47                   | 200                       | 97,4                      |
| Источник: Nohlen, Chilean Electoral Database Архивная копия от 4 февраля 2012 на Wayback Machine |                                     |                         |                         |                           |                           |